# Емпоріон

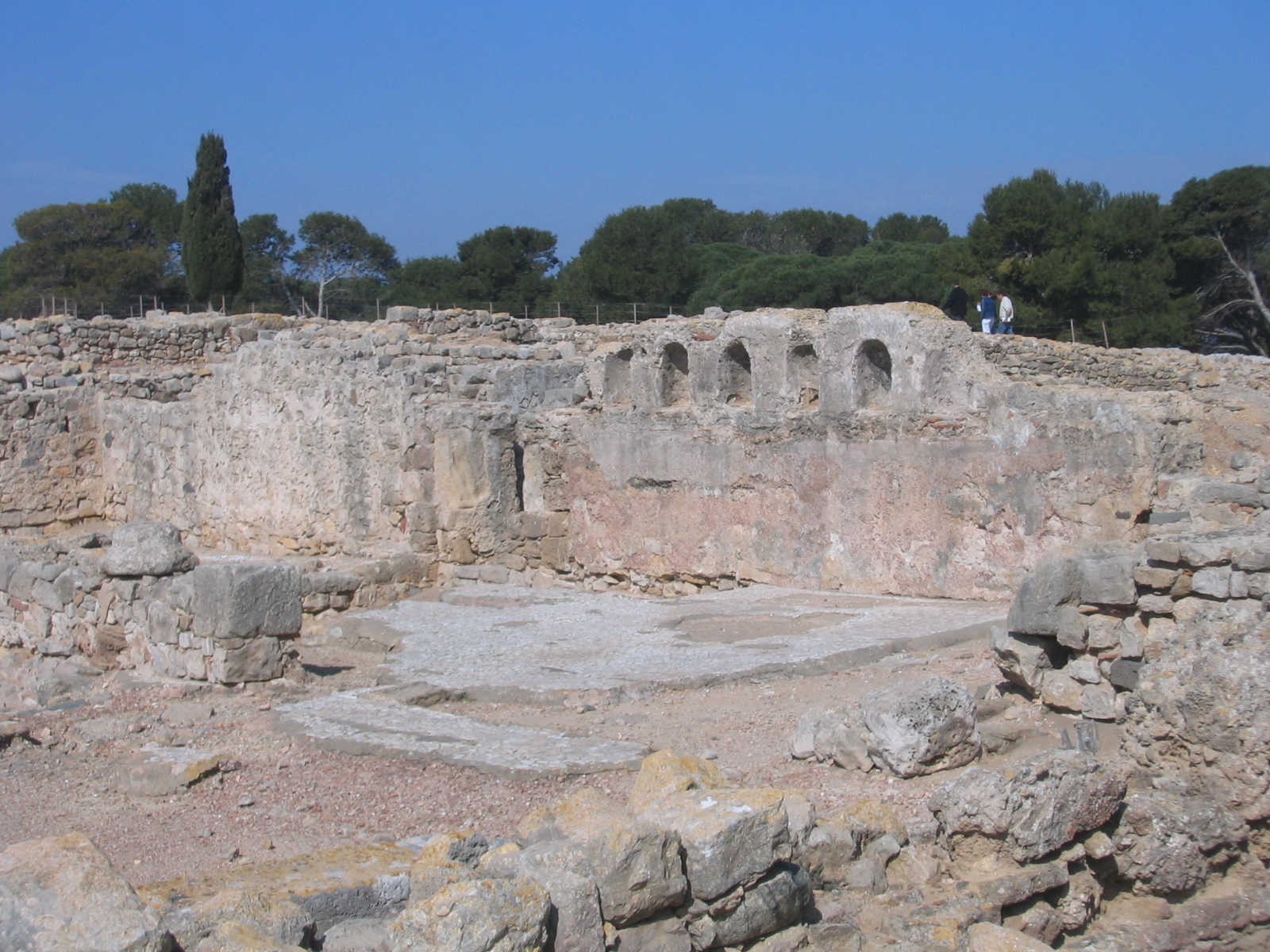
Руїни Емпоріона

Емпо́ріон (грец. Εμπόριον, лат. Emporiae, кат. Empúries) — найперша давньогрецька колонія на Іберійському півострові. Залишки поселення розташовані на території муніципалітету Сан-Марті-д'Ампуріас (кат. Sant Martí d'Empúries), провінція Жирона, Каталонія. Каталанська назва — Ампу́ріас (кат. Empúries).
Місто засноване близько 575 до н. е. грецькими колоністами з іонійського міста Фокея. До 500 до н. е. місто входило до зони впливу колонії Масалія (зараз Марсель), після стало незалежним містом-державою.
Завоювання Іберії римлянами почалося саме з Емпоріона у 218 до н. е., коли під час ІІ Пунічної війни сюди висадився римський загін під командуванням генерала Ґнея Корнелія Сципіона.
Головними богами колонії були Зевс-Серапіс та Асклепій.
Місто існувало до XVI століття. Емпоріон — перше місце в Каталонії, де почали карбувати місцеву монету — драхми.